# ذراع بن خدة
ذراع بن خدة هي مدينة جزائرية تقع في ولاية تيزي وزو،تأسست إبان الاحتلال الفرنسي يوم 24 فبراير 1888 وأطلق عليها اسم ميرابو وهو مارشال فرنسي حكم المنطقة العسكرية التي تضم المدينة،  وتبعد عن عاصمة الولاية بحوالي 10 كليومتر.  ذراع بن خدة  إحدى بلديات دائرة ذراع بن خدة التابعة لولاية تيزي وزو.

## أعلام
- قاسي صدقاوي

## مواضيع ذات صلة
- بلديات ولاية تيزي وزو
- دوائر ولاية تيزي وزو